# A Star Is Born (film fra 2018)
|  | For tidligere udgaver af filmen, se Hollywood bag kulisserne (1937), En stjerne fødes (film fra 1954) og En stjerne fødes (film fra 1976) |
A Star Is Born er en amerikansk musikalsk dramafilm fra 2018. Filmen er produceret og instrueret af Bradley Cooper. Cooper skrev manuskript sammen med Eric Roth og Will Fetters. Hovedrollerne spilles af Bradley Cooper, Lady Gaga, Andrew Dice Clay, Dave Chapelle og Sam Elliott.
Filmen er den tredje genindspilning af dramafilmen Hollywood bag kulisserne (med Janet Gaynor og Fredric March i rollerne) fra 1937. Den første genindspilning af Hollywood bag kulisserne var en musical som havde premiere 1954 med titel En stjerne fødes (med Judy Garland og James Mason i rollerne) som igen i 1976 forvandles til en rock musical (med Barbra Streisand og Kris Kristofferson i rollerne).

## Handling
Den berømte rockstjerne Jackson Maine (Bradley Cooper) opdager stortalentet Ally (Lady Gaga) på en bar for dragartister. De indleder et forhold, og Ally kommer med på Jacksons turné, hvor hun opdages af et berømt pladeselskab som vil gøre hende til en stjerne. Jackson bliver jaloux, samtidig med at hans egen karriere er i fare på grund af store mængder alkohol og narkotika. I tillæg er Jackson på vaklende grund med sin storebror og turnémanager Bobby (Sam Elliott).

## Medvirkende
- Lady Gaga som Ally
- Bradley Cooper som Jackson Maine
- Sam Elliott som Bobby
- Dave Chappelle som Noodles
- Andrew Dice Clay som Lorenzo
- Anthony Ramos som Ramon
- Rafi Gavron som Rez
- Bonnie Sommerville som Sally Cummings
- Michael Harney som Wolfe
- Alec Baldwin som Sig selv